# Meiothecium crassirete
Meiothecium crassirete är en bladmossart som beskrevs av Cardot in Grandidier 1915. Meiothecium crassirete ingår i släktet Meiothecium och familjen Sematophyllaceae. Inga underarter finns listade i Catalogue of Life.